# FC Tofaga
FC Tofaga ist ein Fußballverein aus Vaitupu in Tuvalu. Seine Spiele trägt er wie alle anderen tuvaluischen Clubs im 1.500 Plätze umfassenden Stadion in Funafuti aus.

## Geschichte
Tofaga wurde in den 1970er-Jahren gegründet. In den 1990er-Jahren waren Paulson Panapa (heutiger Präsident von der TNFA) und Tapugao Falefou (Alt-Präsident der TNFA) die bekanntesten Spieler Tofagas, aber erst im Jahr 1997 siegte der Verein im Benson and Hedges Cup, ein Jahr später gewann er auch den Independence Cup.
Erst acht Jahre später, im Jahre 2006, als Toakai Puapua Trainer des Vereins war, erreichten sie wieder gute Platzierungen und gewannen den NBT und Independence Cup. Danach gewannen sie in den Jahren 2007, 2008 und 2011 den NBT Cup.

## Erfolge

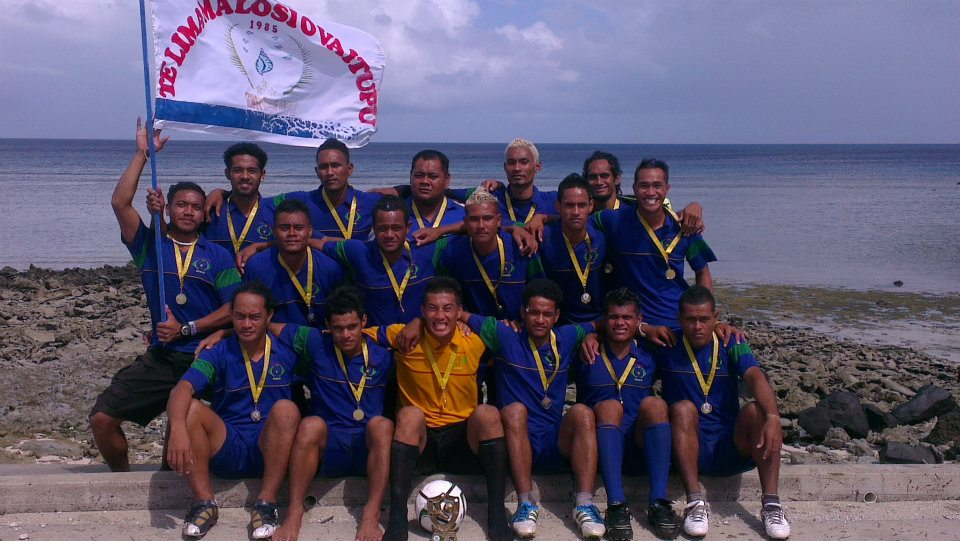
Mannschaft nach dem Gewinn der Tuvaluspiele 2012

- Tuvaluischer Meister:

2021
- Benson and Hedges Cup: 1

1997
- Independence Cup: 3

1998, 2006, 2010
- NBT Cup: 5

2006, 2007, 2008, 2011, 2012
- Christmas Cup: 1

2010
- Tuvaluspiele: 3

2010, 2012, 2013

## Trainerchronik
- 2006–2008  Toakai Puapua
- 2008–2009  Paulson Panapa
- 2010–2011  Isala T. Isala
- 2012–2012  Mati Fusi
- seit 2012  Akeimo Paulson